# Viorica Afrăsinei
Viorica Afrăsinei (n. 14 februarie 1954 - d. 25 noiembrie 2015) a fost  un deputat român în legislatura 1992-1996, în legislatura 1996-2000 și în legislatura 2000-2004, ales în județul Botoșani pe listele partidului PDSR. În iunie 2001, Viorica Afrăsinei a devenit membru PSD. În legislatura 1996-2000, Viorica Afrăsinei a fost membru în grupurile parlamentare de prietenie cu Republica Coasta de Fildeș și Republica Populară Chineză. În legislatura 2000-2004, Viorica Afrăsinei a fost membru în grupurile parlamentare de prietenie cu Republica Peru,  Republica Populară Chineză și Republica Cipru.
În anul 2002 este răsplătită pentru merit, fiind decorată de către Președintele României cu Ordinul Național „Steaua României” în grad de Cavaler.